# シャロン・カーター
シャロン・カーター（Sharon Carter）またはエージェント13（Agent 13）は、マーベル・コミックの世界に登場する架空のシークレット・エージェントである。彼女はS.H.I.E.L.D.でニック・フューリーの指揮下で働き、また、キャプテン・アメリカの恋人でもある。
元々はキャプテン・アメリカの第二次大戦時の恋人であるペギー・カーターの妹の設定だったが、後に姪に変更された。

## 出版上の歴史
スタン・リー、ジャック・カービー、ディック・アイヤーズによって創造され、Tales of Suspense （第1期） #75 （1966年3月）で初登場した。

## キャラクターの歴史
バージニア州リッチモンドで生まれる。父はハリソン、母はアマンダである。彼女は第二次世界大戦時にレジスタンス運動をしていたという叔母（ペギー・カーター）の話を聞いて育った。大戦時にペギーはキャプテン・アメリカを名乗っていた愛国的ヒーローであるスティーブ・ロジャースと共に活動し、二人はやがて恋に落ちたが、大戦終了直前に離ればなれとなり、ロジャースは北大西洋で氷漬けとなった。
叔母の話に奮い立たされたシャロンは国際安全保障政府機関であるS.H.I.E.L.D.に入り、「エージェント13」というコードネームを与えられた。そのときまでにはロジャースは復活しており、シャロンが初期の任務中にバトロックの攻撃を受けた際、彼女を援護した。ロジャースはかつての恋人と酷似したその姿に否が応でも気付いたが、二人が接近することはなかった。しかしながらA.I.M.、ヒドラ、レッドスカルなどを相手とする幾多の任務でも二人は共闘した。
結局時がたつにつれ、シャロンとロジャースは恋に落ちた。しかしながら危険な任務の多いシャロンのその関係に影響を与えることとなり、ロジャースはシャロンにS.H.I.E.L.D.エージェントとしての人生を諦めて欲しいと思うようになった。 結局、シャロンはロジャースを故郷に連れて行き、そして彼もはるかに年取ったペギーと復縁した。ペギーはS.H.I.E.L.D.に加わり、後にアベンジャーズのサポートクルーのひとりを勤めるようになった。
シャロンはS.H.I.E.L.D.とニューヨーク市警察の連絡係を務めている間、白人至上主義者のテロ組織であるナショナル・ドースを調査、潜入していた。ナショナル・フォースがハーレムで犯罪者との抗争を繰り広げ、州兵が事態収拾のために送り込まれた。シャロンは向精神ガスにより味方を攻撃し、そして自殺に追い込まれた。ロジャースはビデオで一部始終を見ていたが、実際にはこの死は偽装されたものであり、キャプテン・アメリカにはこの真相は知らされなかった。

### 帰還
シャロンは敵地に取り残され、独裁者タップ・クワイの捕虜となっていた。その後逃げ延び、数年間傭兵として活動したのち、クベカルトとして知られるネオナチ過激派の一団に出会った。彼らがアドルフ・ヒトラーを復活のためにコズミック・キューブを使おうと企んでいることを知り、シャロンはそれを阻止するためにレッドスカルと手を組んだが、キャプテン・アメリカの協力が不可欠だった。二人は再会し、ロジャースはシャロンの生存を知ってショックを受けた。

### 21世紀
シャロンはニック・フューリー不在時に、一時的にS.H.I.E.L.D.の長官を務めた。次に彼女は、フィールド・エージェントに戻り、キャプテン・アメリカのサポート任務に就いた。ジャック・モンローの居場所を調査している間、彼女はアレクサンダー・ルーキンによるキャプテン・アメリカを誘き出す罠として、ウィンター・ソルジャーによって誘拐された。彼女とキャプテン・アメリカは後にウィンター・ソルジャーの活動を調査する任務の間、関係を再開させた。
シビル・ウォーの際、シャロンは当初、スーパーヒューマン登録法賛成派の立場であった。しかしながら彼女とは対照的に、キャプテン・アメリカは条例反対派の「シークレット・アベンジャーズ」のリーダーであった。彼女はレッドスカルとその仲間のドクター・ファウスタスにより洗脳され、後に投降してきたスティーヴ・ロジャースを狙撃、殺害してしまった。
彼女はその後もフォースタスの洗脳によりレッドスカルの組織の手先となり、ブラック・ウィドーとファルコンを妨害するのに利用された。また彼女がどうやらロジャースの子供を妊娠しているのが明らかになったが、流産してしまう。その後シャロンはレッドスカルを裏切ったフォースタスにより妊娠していた記憶を消去され、脱出の手助けをされ、ブラック・ウィドーらによって発見された。アイアンマンとファルコンは彼女が回復した後に妊娠の事実を話そうと決めた。しかしながらシャロンはS.H.I.E.L.D.を去ると決めた。
Captain America: Reborn でシャロンは自分がどのようにしてキャプテン・アメリカを殺したか、そして復活の方法があることを知る。同じころ、ノーマン・オズボーンはスティーヴの身体に意識を移し、アベンジャーズの人気を獲得しようとした。さらに彼はシャロンをロジャース殺害の罪で指名手配にし、自首しなければ二代目キャプテンアメリカを殺すと脅した。彼女は自首し、そしてラトヴェリアに送られた。シャロンはヘンリー・ピムの助けで逃げ、そして復活したスティーヴやアベンジャーズと共にレッドスカルを倒した。
2011年からはシャロンはシークレットアベンジャーズのメンバーとなっている。

## パワーと能力
シャロンはアスリート及び格闘家としての訓練を受けている。またさらに、諜報術、武器・銃器、コンピュータの扱いの高度な訓練を受けている。

## 他のバージョン

### アースX
並行世界アースXでのシャロン・カーターはヒドラ（Hydra）の犠牲となった。

### アルティメット・マーベル
アルティメット・マーベルの世界でのシャロンもまたS.H.I.E.L.D.のエージェントであるが、アルティメット・スパイダーマンの周辺で活動している。

## MCU版
MCUでは、エミリー・ヴァンキャンプが演じる。日本語吹替は御沓優子が担当。
本項は、“アース616”（正史の宇宙）におけるシャロンを主軸に表記する。

### キャラクター像
“戦略科学予備軍SSR”の敏腕エージェントで“S.H.I.E.L.D.”創設者の一人でもあるペギー・カーターの姪孫。
『キャプテン・アメリカ/ウィンター・ソルジャー』ではS.H.I.E.L.D.に、『シビル・ウォー/キャプテン・アメリカ』では“対テロ共同対策本部”に籍を置くCIAの一員として活動し、それまでは“エージェント13”のコードネームを持っていた。『ファルコン&ウィンター・ソルジャー』では一転して“マドリプール”の裏社会に君臨し、世界の支配を目指す“パワー・ブローカー”として暗躍する。
淑やかな雰囲気を醸し出すだけでなく、エージェント時代はペギーとの繋がりと憧れを、「偉大な伯母の七光りではなく自らの手で成功を収めたい」という決意から周囲の同僚たちには打ち明けず職務にあたるなど、立派な意志を持つ女性として振る舞っていた。
だが、“アベンジャーズの内乱”の際に“ソコヴィア協定”違反者と見做されたスティーブ・ロジャース/キャプテン・アメリカたちに協力したため、アメリカ政府から国賊と識別されて職を失い、地下に潜ることを余儀無くされたことから現在では、ルックスはそのままに、世界平和のために活動するヒーローや星条旗を憎々しげに風刺する言動を乱発し、利益を得るために脇目も振らず非情に徹するほど冷め果てている。その一方で、“ザ・ブリップ”後にマドリプールに流れ着いたカーリ・モーゲンソウに昔の自分の面影を見てその身元を引き取り、離反した彼女に一度は自分の下に戻るように誘うなど、寛大さも有している。

### 『ホワット・イフ...?』版
現在のところ、“アース89521”におけるシャロンの存在が描写されている。正史における彼女と同様の人物像であるが、具体的な所属先の公的機関は言及されていない。

### 能力
頭の回転が速い戦略家で、格闘技能や射撃能力にも長ける優秀なエージェントである。また現在では、パワー・ブローカーとして裏社会で急伸できるほどの辣腕を振るっている。

### 武装
FNX-45 タクティカル
S.H.I.E.L.D.エージェント時代に、メインウェポンとして愛用。
グロック26
パワー・ブローカーとなって以降のメインウェポンとして愛用。
水銀蒸気爆弾
水銀蒸気を噴射する掌大の爆弾。これを使って“フラッグ・スマッシャーズ”のレノックスを殺害する。
ベレッタ 92SB
アース89521におけるシャロンが愛用。
このほかにもシャロンは、別のS.H.I.E.L.D.エージェントのグロック17や、CIAの射撃訓練場でグロック19を使用しており、マドリプールのコンテナヤードでは賞金稼ぎらが装備していたCZ P-10 CとS&W M&P9も利用し、カーリらがGRCのニューヨークの会議場を襲撃した際には“フォトスタティック・ベール”を用いている。

### 各作品での活躍
『キャプテン・アメリカ/ウィンター・ソルジャー』
本作では、ペギーとの繋がりは語られることはなく、スティーブには極秘で、看護師“ケイト”を装って彼のアパートの隣人となり、護衛を任されていた。
スティーブの自室に逃げ隠れたニック・フューリーがウィンター・ソルジャー（バッキー）に撃たれると、スティーブにエージェントであることを打ち明けながら素早くフューリーの入院手続きを済ませてアレクサンダー・ピアースに報告した。また、スティーブが裏切り者として逃走したとジャスパー・シットウェルやピアースが公言しても、断固とした姿勢でスティーブを信じようとした。
“インサイト計画”の際に、スティーブによって計画の実態とヒドラの暗躍を知ると、計画実行を急かしに来たブロック・ラムロウに銃を向けて彼に脅されたキャメロン・クラインを救った。
S.H.I.E.L.D.壊滅後はCIAのエージェントに転職。ナターシャ・ロマノフ/ブラック・ウィドウによって本名がスティーブたちに明かされる。
『シビル・ウォー/キャプテン・アメリカ』
本作ではペギーの姪孫であることが明言された。対テロ共同対策本部に勤務し、ソコヴィア協定には一応賛成している。
物語前半のペギーの葬儀に参列し、伯母への尊敬や思い出をスピーチし、スティーブとも親交を深める。その後、指名手配されたバッキーの逃亡先の情報を密かに提供したり、ヘルムート・ジモに操られたバッキーに対してナターシャと2人で格闘戦を挑んだり、追われる身となったスティーブやサム・ウィルソン/ファルコンたちと密会し、犯罪者に手を貸すことになると覚悟の上で押収された彼らの装備一式を返上するなど、スティーブたちを陰から支援し続けた。
装備一式の返上後、スティーブとキスを交わして立ち去る。
『アベンジャーズ/エンドゲーム』において、彼女自身は未登場であるが、物語の冒頭で、サノスが発生させた“デシメーション”により無作為に消滅した人物の一人であることが示唆されている。
『ファルコン&ウィンター・ソルジャー』
本作において、国賊と識別されてから実物・贋作双方の美術品を裏で盗難・売買し、数々のギャングやマフィアとの取引で生計を立てていたことが明らかになり、ウィルフレッド・ネイゲルに出資して“超人血清”を作らせ、超人兵士を得るためにカーリらに投与させたり、ジョルジュ・バトロックを脱獄させた張本人としても登場。そして超人血清を奪って逃亡したカーリらを追うために暗躍する。同時に銃撃戦の最中に揉めるサムとバッキーに突っ込みを入れたり、通り抜けた金属探知機からブザーが鳴って「ウップス」と呟くなど、滑稽な場面も見せる。
ブラチスラヴァにいたフラッグ・スマッシャーズへ手下を差し向けるなど、直接姿を現す以前から暗躍しており、マドリプールのロータウンでジモを連れながら賞金稼ぎらに追われ始めたサム&バッキーに再会すると、ハイタウンの豪邸へ匿うも、国賊扱いによって苦難を強いられた恨み節を彼らにぶつけてしまう。だがサムから超人血清の力を得たフラッグ・スマッシャーズのテロ活動を止めたいと聞かされ、アメリカ政府に汚名をそそぐための恩赦を取り付けることを条件に協力を承諾。サムたちが血清についてネイゲルに尋問している際には、コンテナヤードで賞金稼ぎらと一進一退の攻防を繰り広げた。
サムたちと一旦別れてからは、マドリプールからの連絡に加え、探査衛星を利用してのナビゲーションなどでサムたちをサポートするも、彼らが知らない裏でカーリに自ら警告のEメールを送り、更に彼女に踏み込むため、バトロックに仕事を依頼してフラッグ・スマッシャーズへ加勢させた。
そしてサムの応援依頼を受けてニューヨークに飛び、カーリらが現れたGRCの会議場でバッキーと合流すると、自身は地下駐車場で一般市民を装い、作戦実行中のレノックスを難なく殺害し、サムたちと戦うフラッグ・スマッシャーズを追って遂にカーリと再会・対峙した。駆け付けたバトロックにカーリとの交渉を見られたことで自身がパワー・ブローカーだと知られ彼を射殺するが、逆にカーリに撃たれて負傷。それでも自身の誘いを断り、説得に現れたサムを攻め立てるカーリを手にかけると、サムのGRCの面々やメディアへ向けたスピーチを見送り、その場から退散した。
後日、サムが果たした約束により、国防長官から恩赦を得てアベンジャーズの内乱における罪は完全放免となり、“古巣の機関”への復職を希望した。そして表向きにはアメリカ政府のエージェントとなったことで、これから知り得る政府の機密や開発兵器の情報を裏社会に流すことを目論み、「これから忙しくなる」と電話相手に話す。
『ホワット・イフ...?』シーズン1第5話
アース89521におけるシャロンが登場。“ゾンビ・アポカリプス”が発生した地球のアメリカで、ゾンビ化を免れたヒーローたちの一員としてゾンビらに立ち向かう。

## 他のメディア

### テレビ
- 『スパイダーマン』ではシャロン・カーターと思われる、ニック・フューリーの部下の赤毛のエージェントが登場する。「エージェント1」、「エージェントX」と呼ばれている。声はレイチェル・デイヴィスである。

### その他の映画
- 1990年の映画『キャプテン・アメリカ 卍帝国の野望』では、シャロン・カーターと一部の設定が類似したシャロン・クーパーマン（Sharon Cooperman）が登場する。キム・ギリンガムが演じた。

### コンピュータゲーム
- Ultimate Spider-Man  ではジェーン・ハジュックが声優を担当した。
- Captain America: Super Soldier では2011年の映画と同じヘイリー・アトウェルが声優を担当した。